# Raichō Hiratsuka
Raichō Hiratsuka (平塚 らいちょう?, Hiratsuka Raichō; Tokyo, 10 febbraio 1886 – 24 maggio 1971) è stata una scrittrice, giornalista, attivista, anarchica e pioniera del femminismo giapponese.

## Biografia
Nata con il nome di Haru Hiratsuka (平塚 明?, Hiratsuka Haru), era secondogenita di un impiegato statale di alto rango e discendente del daimyō Hiratsuka Tamehiro. Studiò nell'Università femminile del Giappone dal 1903, dove venne influenzata dalle correnti contemporanee della filosofia europea, così come dal buddhismo zen, di cui divenne una devota praticante. Particolarmente importante nella sua formazione fu l'influenza della scrittrice femminista svedese Ellen Key, di cui tradusse alcuni lavori in giapponese.
Dopo la laurea universitaria, entrò nella Scuola inglese femminile Narumi dove, nel 1911, fondò la prima rivista letteraria di sole donne del Giappone, Seitō (青鞜社? "Calze blu"), il cui primo saggio iniziava con le parole "Al principio, la donna era il sole." (「原始、女性は太陽であった」?), un riferimento al mito di creazione shintoista. Fra le collaboratrici annoverò la rinomata poetessa e promotrice dei diritti delle donne Akiko Yosano.
Adottando il nome d'arte Raichō, "uccello di tuono", iniziò a chiamare le donne a una rivoluzione spirituale e, nei primi anni di attività della rivista, il focus del giornale si spostò dalla letteratura alle tematiche femminili, incluse candide discussioni sulla sessualità femminile, la castità e l'aborto. Il giornale acquisì subito notorietà e diversi articoli vennero censurati dallo stato. Nel frattempo, nel 1914, iniziò a vivere apertamente insieme al suo amante più giovane, l'artista Hiroshi Okumura, con cui ebbe due figli all'infuori dal matrimonio, e con il quale si sposò infine nel 1941. Il giornale venne chiuso nel 1915, rendendo comunque la sua fondatrice una figura di riferimento per l'allora nascente movimento femminile in Giappone.
Negli anni successivi si dedicò soprattutto all'impegno politico, in particolare a favore dei diritti delle donne e per il pacifismo.
Prima della seconda guerra mondiale, grazie alla sua lungimiranza rispetto alla situazione politica internazionale, si ritirò in campagna con la famiglia. Qui, coltivando la terra, riuscì a sopravvivere durante il conflitto, sostenendo anche i genitori rimasti nella capitale, inviando loro segretamente del cibo.
Morì nel 1971, all'età di 85 anni.

## Attivismo

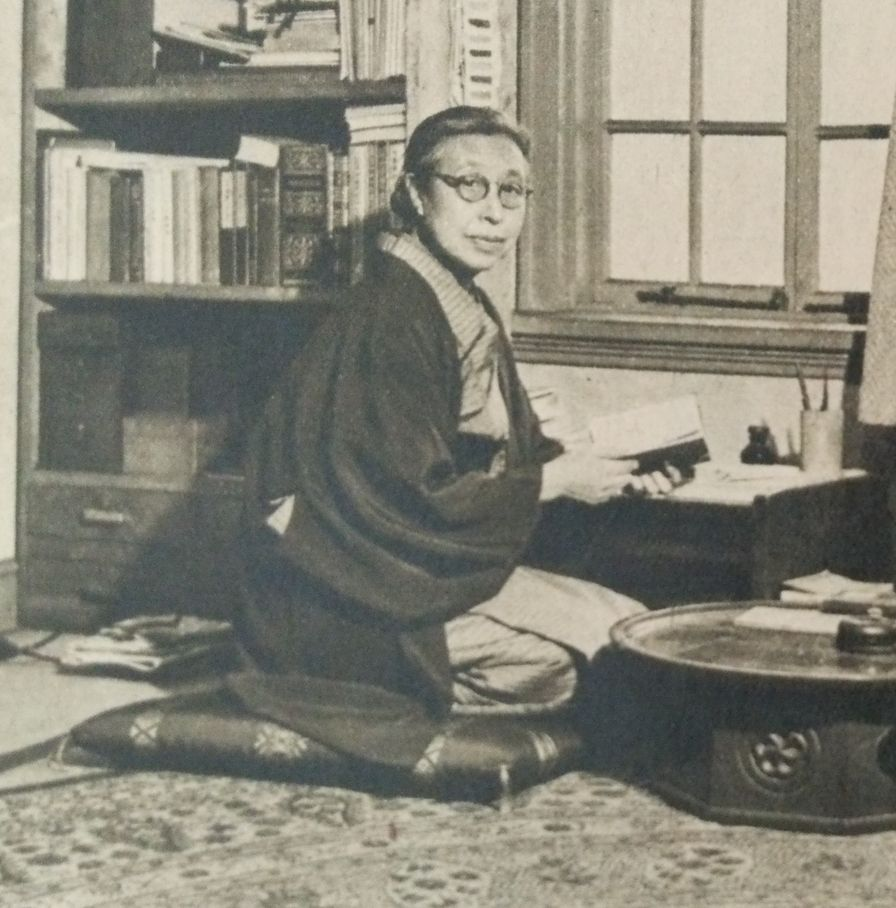
Raicho Hiratsuka nel 1949.

Nel 1920, seguendo un'indagine sulle condizioni di lavoro delle lavoratrici nelle fattorie tessili a Nagoya, che stimolarono ulteriormente la sua risolutezza politica, fondò l'Associazione delle donne nuove (新婦人協会?, Shin Fujin Kyōkai) insieme all'amica e attivista per i diritti delle donne Fusae Ichikawa.
Fu largamente attraverso gli sforzi di questo gruppo che l'articolo 5 del Regolamento della polizia per la sicurezza fu fatto abolire nel 1922. L'articolo, entrato in vigore nel 1900, aveva fino a quel momento vietato alle donne di entrare in organizzazioni politiche e tenere o seguire riunioni di tipo politico. Il suffragio femminile, comunque, rimaneva lontano in Giappone.
Un'ulteriore e più controversa campagna che guidò fu quella per vietare agli uomini con malattie veneree di sposarsi. L'insuccesso di questa campagna rimase un punto molto criticato nella sua carriera, poiché molti credettero che fosse d'accordo con il movimento eugenetico e il razzismo giapponese.
Nei due decenni successivi si ritirò dalla scena pubblica, anche a causa dei debiti e i problemi di salute del suo compagno, ma continuò a scrivere e tenere conferenze.
Nel 1950, l'anno successivo allo scoppio della guerra di Corea, viaggiò negli Stati Uniti, insieme alla scrittrice ed attivista Yaeko Nogami e a tre membri del Movimento femminile del Giappone (婦人運動家?, Fujin Undō-ka), per presentarsi all'allora segretario di Stato statunitense Dean Acheson con la richiesta di creare un sistema per cui il Giappone potesse rimanere neutrale e pacifista.
Continuò a sostenere i diritti per le donne nel dopoguerra, fondando la Nuova associazione delle donne (新日本婦人の会?, Shin Nihon Fujin no Kai) nel 1963, insieme a Nogami e la nota artista Chihiro Iwasaki, e continuò a scrivere e tenere conferenze fino alla sua morte.

## Eredità
Nonostante la sua carriera come attivista politica durò molti decenni, fu ricordata primariamente per la sua gestione del gruppo Seitō. Come una luce che illuminava i movimenti femminili nel primo ventennio del XX secolo, fu una figura molto influente e fu seguita con ammirazione dalla pioniera del femminismo coreano Na Hye-Sok, un'autrice che nel periodo d'oro della Seitō era studentessa a Tokyo, così come dall'anarchica e critica sociale Noe Itō, la cui appartenenza alla Seitō aveva generato controversie. 
L'organizzazione che fondò nel dopoguerra, la Nuova organizzazione femminile del Giappone, rimane attiva a tutt'oggi.

## Opere selezionate

### Opere in giapponese
- 『円窓より』 (Marumado yori, The View from the Round Window);
- 『原始、女性は太陽であった』 (Genshi, josei wa taiyo de atta, In the Beginning, Woman Was the Sun);
- 『私の歩いた道』 (Watakushi no aruita michi, The Road I Walked).

### Traduzioni dall'inglese
- Ellen Karolina Key, The Renaissance of Motherhood (『母性の復興』, Bosei no fukko)
- Ellen Karolina Key, Love and Marriage (『愛と結婚』, Ai to kekkon).